# MAD2L2
MAD2L2 (англ. Mitotic arrest deficient 2 like 2) – білок, який кодується однойменним геном, розташованим у людей на короткому плечі 1-ї хромосоми.  Довжина поліпептидного ланцюга білка становить 211 амінокислот, а молекулярна маса — 24 334.
| 10         |  | 20         |  | 30         |  | 40         |  | 50         |
| ---------- |  | ---------- |  | ---------- |  | ---------- |  | ---------- |
| MTTLTRQDLN |  | FGQVVADVLC |  | EFLEVAVHLI |  | LYVREVYPVG |  | IFQKRKKYNV |
| PVQMSCHPEL |  | NQYIQDTLHC |  | VKPLLEKNDV |  | EKVVVVILDK |  | EHRPVEKFVF |
| EITQPPLLSI |  | SSDSLLSHVE |  | QLLRAFILKI |  | SVCDAVLDHN |  | PPGCTFTVLV |
| HTREAATRNM |  | EKIQVIKDFP |  | WILADEQDVH |  | MHDPRLIPLK |  | TMTSDILKMQ |
| LYVEERAHKG |  | S          |  |            |  |            |  |            |

A: Аланін

C: Цистеїн

D: Аспарагінова кислота

E: Глутамінова кислота

F: Фенілаланін

G: Гліцин

H: Гістидин

I: Ізолейцин

K: Лізин

L: Лейцин

M: Метіонін

N: Аспарагін

P: Пролін

Q: Глутамін

R: Аргінін

S: Серин

T: Треонін

V: Валін

W: Триптофан

Задіяний у таких біологічних процесах як транскрипція, регуляція транскрипції, клітинний цикл, поділ клітини, пошкодження ДНК, репарація ДНК, мітоз. 
Локалізований у цитоплазмі, цитоскелеті, ядрі.